# Брустури (Косівський район)
Бру́стури (до 2021 року — Брустурів) — село в Україні, у Космацькій сільській громаді Косівського району Івано-Франківської області. Населення — 1408 осіб.
Село вважається столицею сирних коників — гуцульського ремесла виліплювання з топленого сиру, яким у Брустурах володіють майже всі місцеві мешканці.
Храмове свято — Вознесіння Господнє.

## Географія

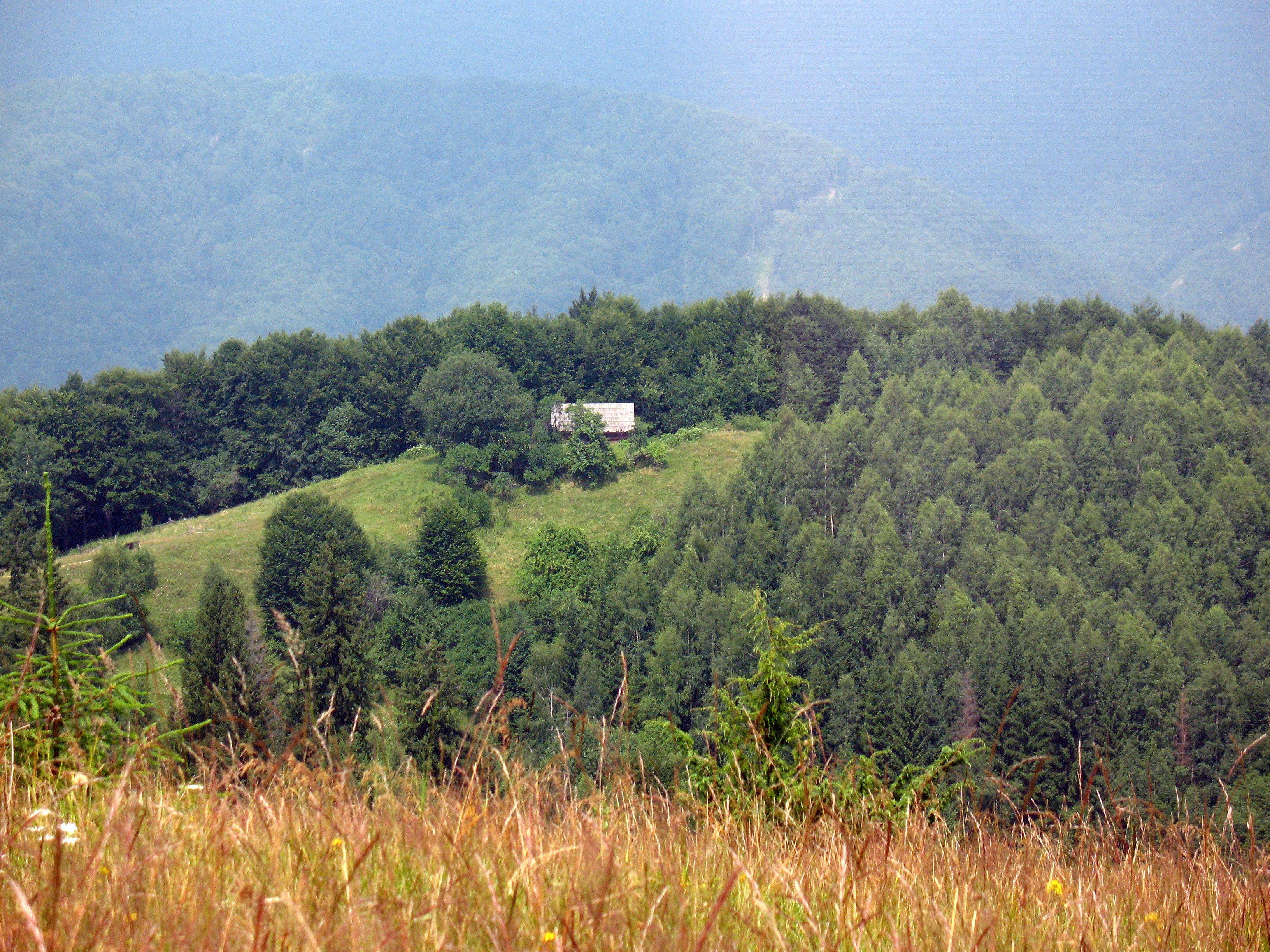
Село Брустурів

Центр сільської Ради, розташоване за 27 км від районного центру Косова і 45 км від залізничної станції Коломия.
Межує з селами Річка, Шепіт, Космач, Прокурава. Висота над рівнем моря 581 м.

## Історія

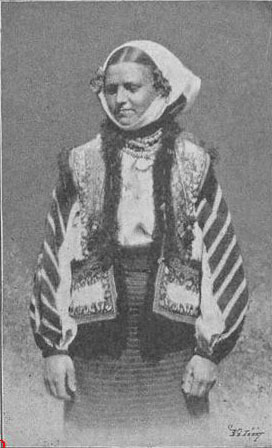
Молодиця з Брустурів, кін. XIX ст. Фото В. Шухевича

Село засноване 1609 (за іншими даними 1671) року. Першими його мешканцями були переселенці з Закарпаття. Жителі Брустурів брали участь в опришківському русі в другій половині XVII — першій половині XIX століть.
У Брустурах у 1895–1910-их проводив літні вакації відомий дослідник Гуцульщини В. Шухевич.
На території села була розташована центральна садиба радгоспу «Брустурівський». Господарство спеціалізувалося на вівчарстві і художніх промислах. Радгосп мав 2043 га сільськогосподарських угідь, 4 тис. овець.
Під час Карпатського рейду партизанського червоноармійського з'єднання Сидора Ковпака мешканці села Ф. І. Мочерняк, В. Т. Габорак, А. П. Петрів та деякі інші подавали допомогу російським партизанам. У Брустурах встановлено обеліск воїнам, що загинули в роки Другої світової війни.
У Брустурах є середня школа, клуб, бібліотека, лікарня, аптека, відділення зв'язку, магазин. Ансамбль народних інструментів Брустурова славився на всю країну, він гастролював у Києві, Москві.
За радянських часів було споруджено 310 житлових будинків.
Село відоме своїми художніми виробами з металу і дерева, вишивками, художніми тканинами, писанками, прикрасами з бісеру, сирними кониками. У філіалі Косівського об'єднання художніх виробів «Гуцульщина» за радянських часів працювали 80 різьбярів, серед них член Спілки художників УРСР Микола Грепиняк.
21 травня 2015 року громада Брустурів посвятила новозбудовану муровану церкву — в старій тепер будуть проводити богослужіння декілька раз у рік.
3 березня 2021 року Верховна Рада України прийняла постанову про перейменування села на Брустури.

## Населення
Згідно з переписом УРСР 1989 року чисельність наявного населення села становила 1506 осіб, з яких 711 чоловіків та 795 жінок.
За переписом населення України 2001 року в селі мешкали 1394 особи.

### Мова
Розподіл населення за рідною мовою за даними перепису 2001 року:
| Мова       | Відсоток |
| ---------- | -------- |
| українська | 99,86 %  |
| білоруська | 0,07 %   |
| молдовська | 0,07 %   |

## Брустурська школа різьбярства
Різьбярство в селі Брустури, як і в селі Річка, стало традиційною професією багатьох сімей. Серед тутешніх умільців є багато таких, що однаково вправно володіють різьбою по дереву і мосяжництвом, тобто художньою обробкою металів.
У Брустурах, як і всюди на Прикарпатті, народне мистецтво особливо розвинулось протягом XIX і XX сторіч. Перевага віддавалась різьбярству, художньому випалюванню, інкрустації. Перша різьбярська майстерня відкрилась у Брустурах 1920 року, коли її організатор Федір Дручків після навчання у Вижницькій школі деревного промислу і металевої орнаментики повернувся в рідне село. Науку різьблення і художньої обробки металів він вивчав під керівництвом відомих майстрів. Опанувавши техніку різьбярства і вивчивши найкращі зразки виробів видатних майстрів, Дручків почав працювати над власними творами й одночасно навчав ремеслу своїх синів і земляків. Так у брустурівській майстерні здобували собі фах сини Дручківа — Микола і Василь, брат майстра Кирило Дручків, Андрій та Ілько Габораки, Федір Чернявський, річківці Яків та Микола Тонюки та інші. Крім художнього різьблення вони вивчали художнє точіння, столярство та інкрустацію перламутром, кольоровим металом і деревом.
У Брустурах протягом XIX і XX століть жили і працювали кілька поколінь різьбярів. До старшого належали Йосип Палійчук, Лукин Петращук, Василь Ванджурак, Юрій Ванджурак, Роман Петрів, Дмитро Пітеляк, Степан Вазарук, Федір Боринський, Петро Габорак, Ілько Габорак, Андрій Габорак та інші. Трохи пізніше почали працювати Пилип Дручків, Володимир Дручків, Кирило Дручків, Федір Ванджурак, Олексій Ванджурак, Василь Бойчук, Василь Грепиняк, Іван Грепиняк, Василь Кіщук, Петро Ткачук, Олекса Мартищук, Василь Гасюк, Павло Петращук, Петро Мартищук.
Різьбярством у Брустурах займалися і жінки. Саме в їхніх роботах помітне високе мистецьке чуття декоративності, витонченості в художньому оформленні виробів. Серед брустурівських жінок-майстринь, мистецтво яких заслужено займає почесне місце в розвитку різьбярства на Гуцульщині, широко відомі імена Катерини Гасюк, Марії Петрів, Євдокії Петрів, Ганни Грепиняк, Оксани Габорак, Параски Ігнатюк.
Одним з найталановитіших представників цієї школи є Микола Грепиняк. Характер орнаментування в роботах брустурівських майстрів за своїм композиційним ладом і технікою виконання має багато спільного з річківською школою різьбярства. Це саме можна сказати і про асортимент дерев'яних речей, які тут виготовляють. Художні вироби брустурівців відрізняються лише деякою здрібненістю орнаментальних композицій, а іноді надмірною строкатістю матеріалів, що використовуються для інкрустації (кольоровий каучук, перламутр, різноколірні порцелянові намистинки, фарбоване дерево).

## Пам'ятки
- Вознесенська церква, дерев'яна, 1795 — пам'ятка архітектури національного значення (№ 1160-Н).[6]
- Дзвіниця Вознесенської церкви, 1795.
- Каньйон річки Брустурки багатий мальовничими скелями, нашаруваннями, закрутами.
- Єдиний у світі пам'ятник сирному конику[7]

## Галерея

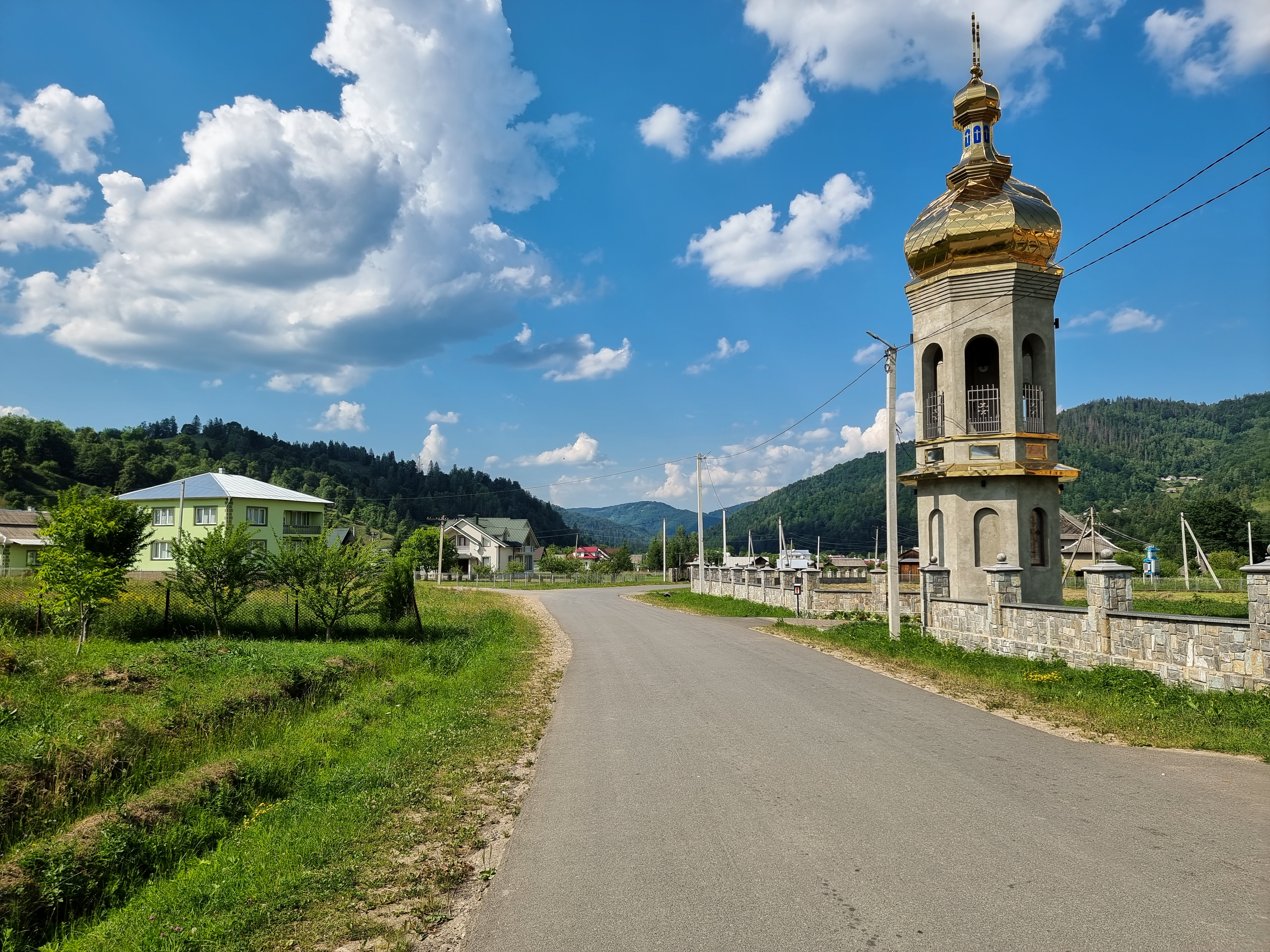
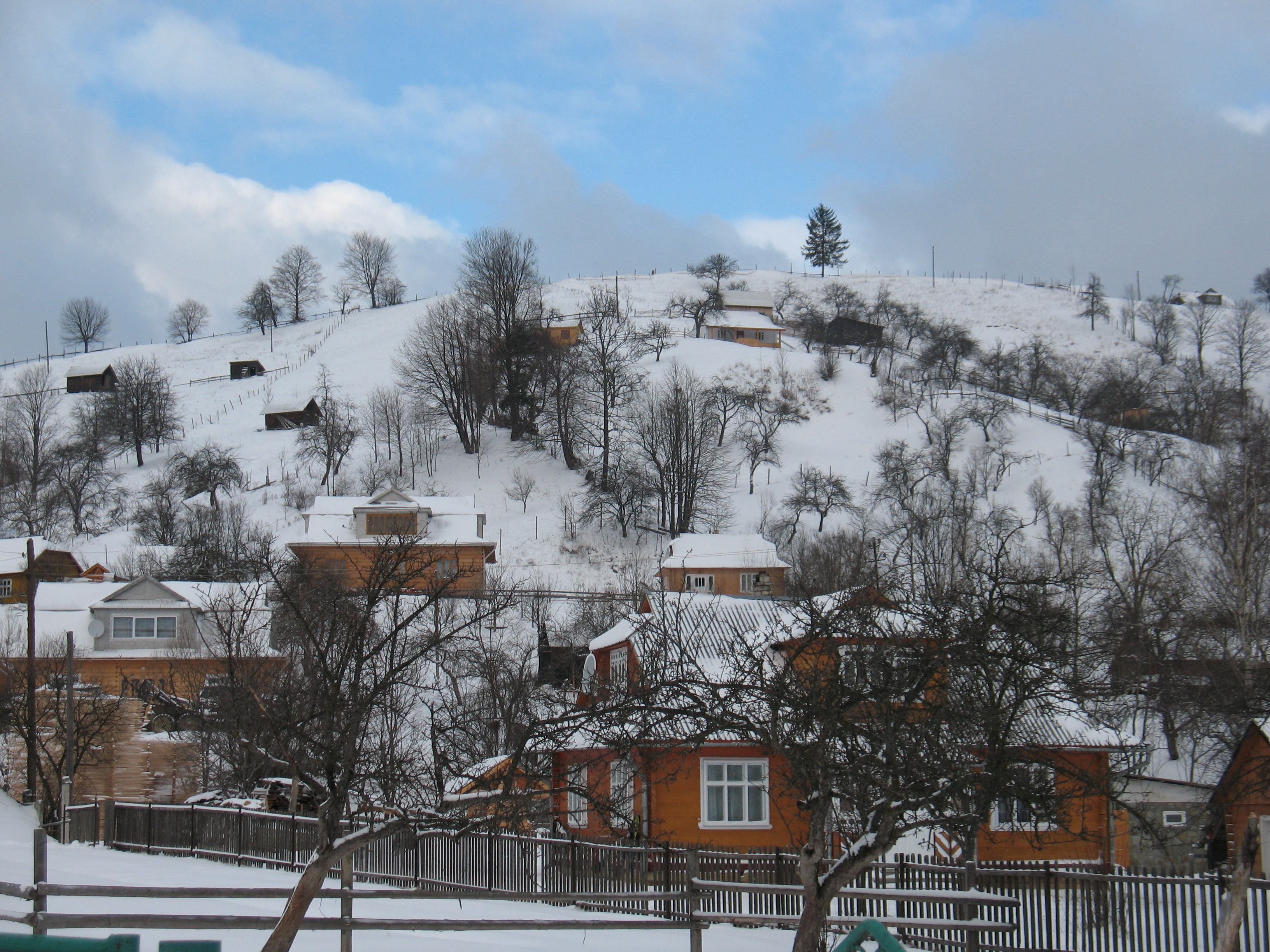
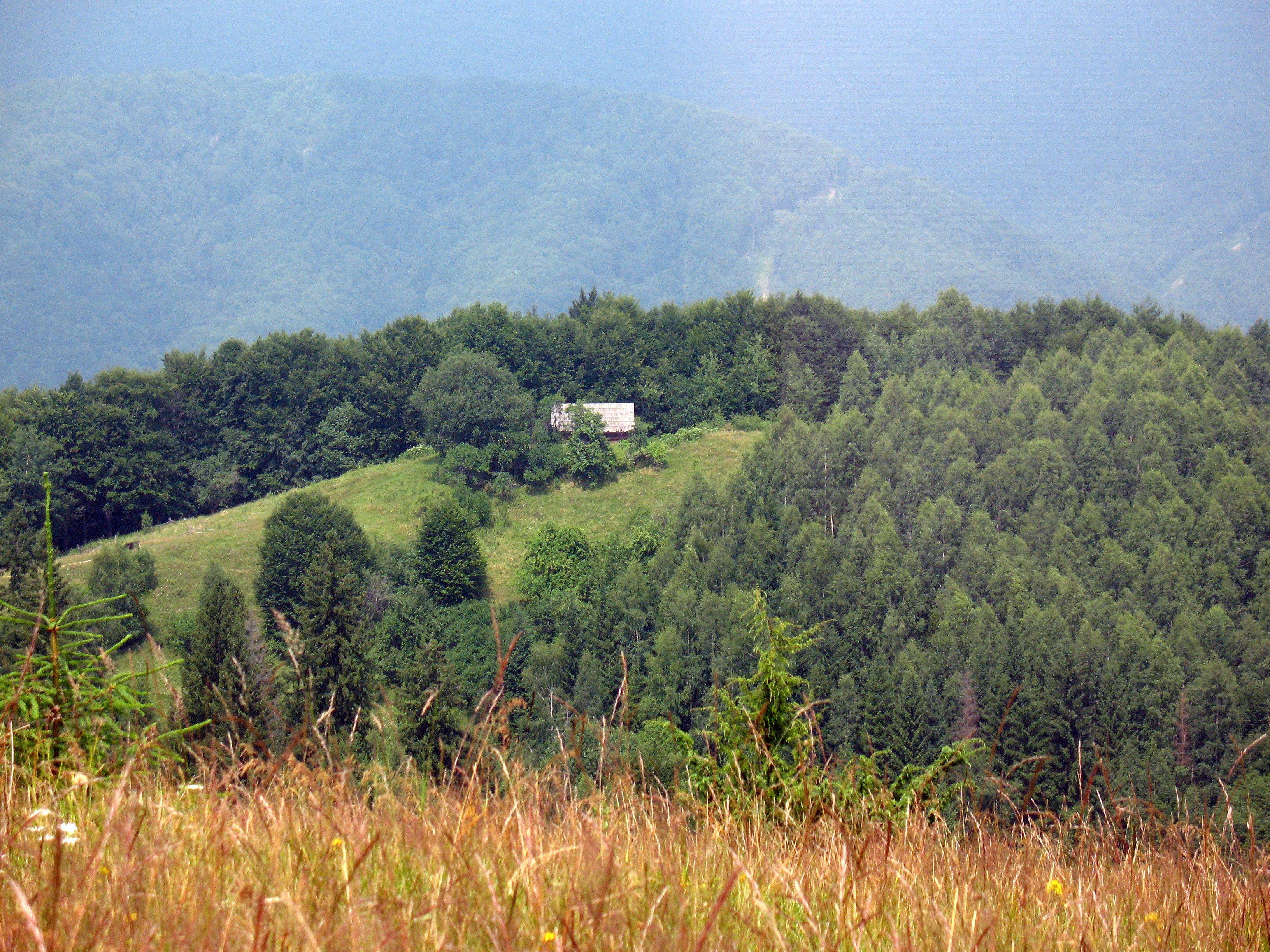
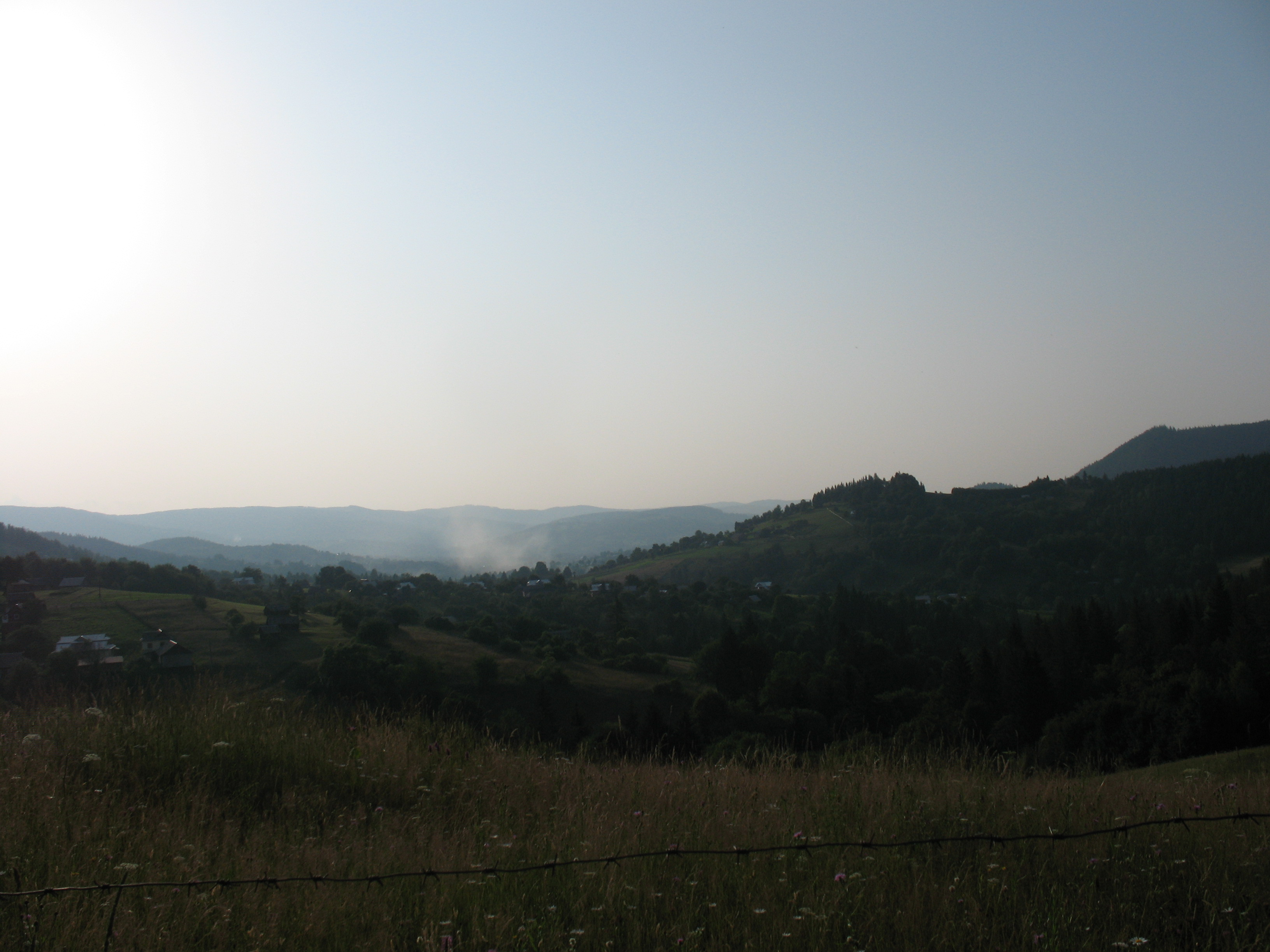